# Джавад (село)
Джавад (азерб. Cavad) — село и муниципалитет в Сабирабадского района Азербайджанской республики. Население около 9371 человек.
В XVIII веке — центр Джавадского ханства. Занят Османской империей в процессе Турецко-персидских войн. Позднее[когда?]

 вошёл в состав Российской империи.

## Галерея

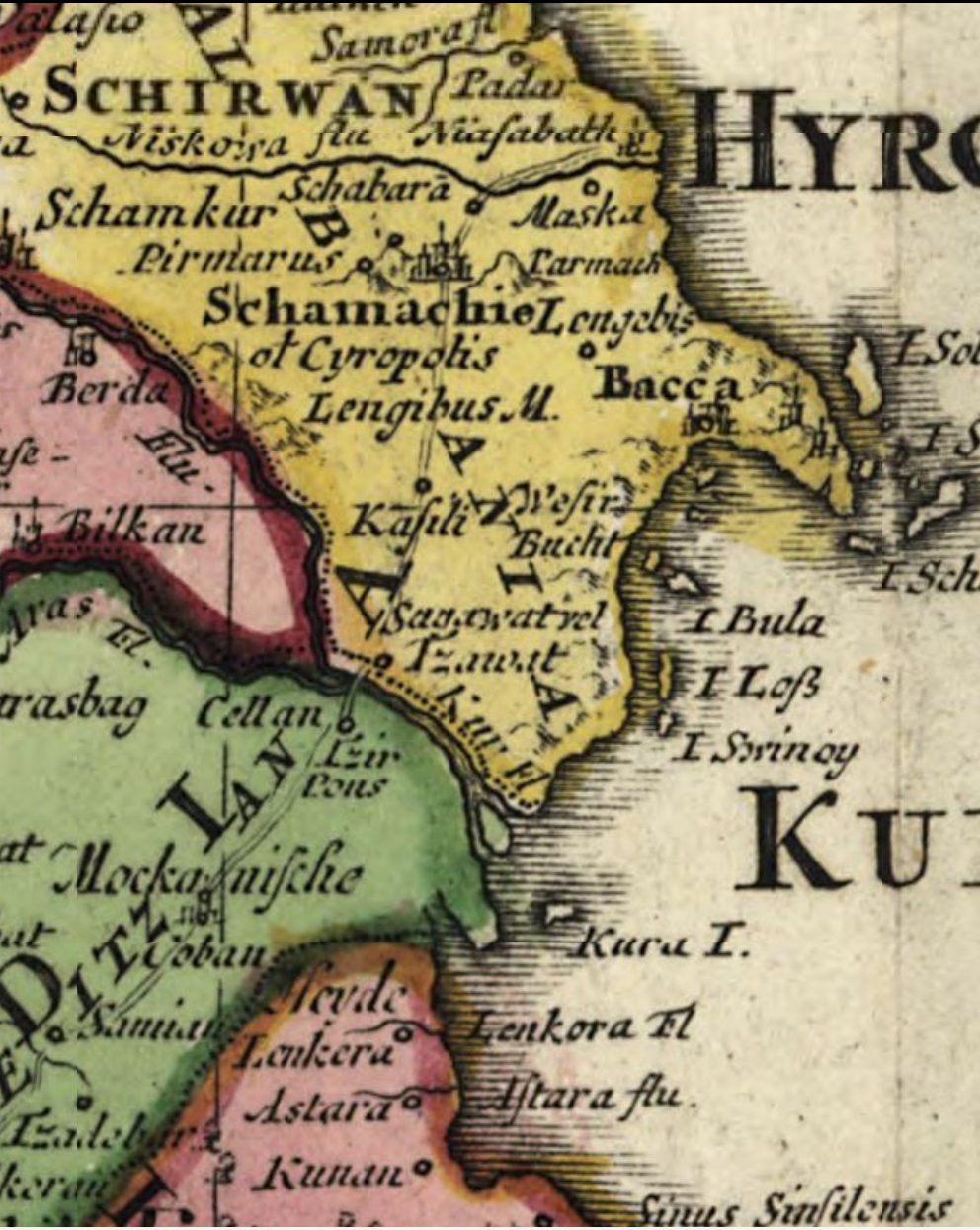
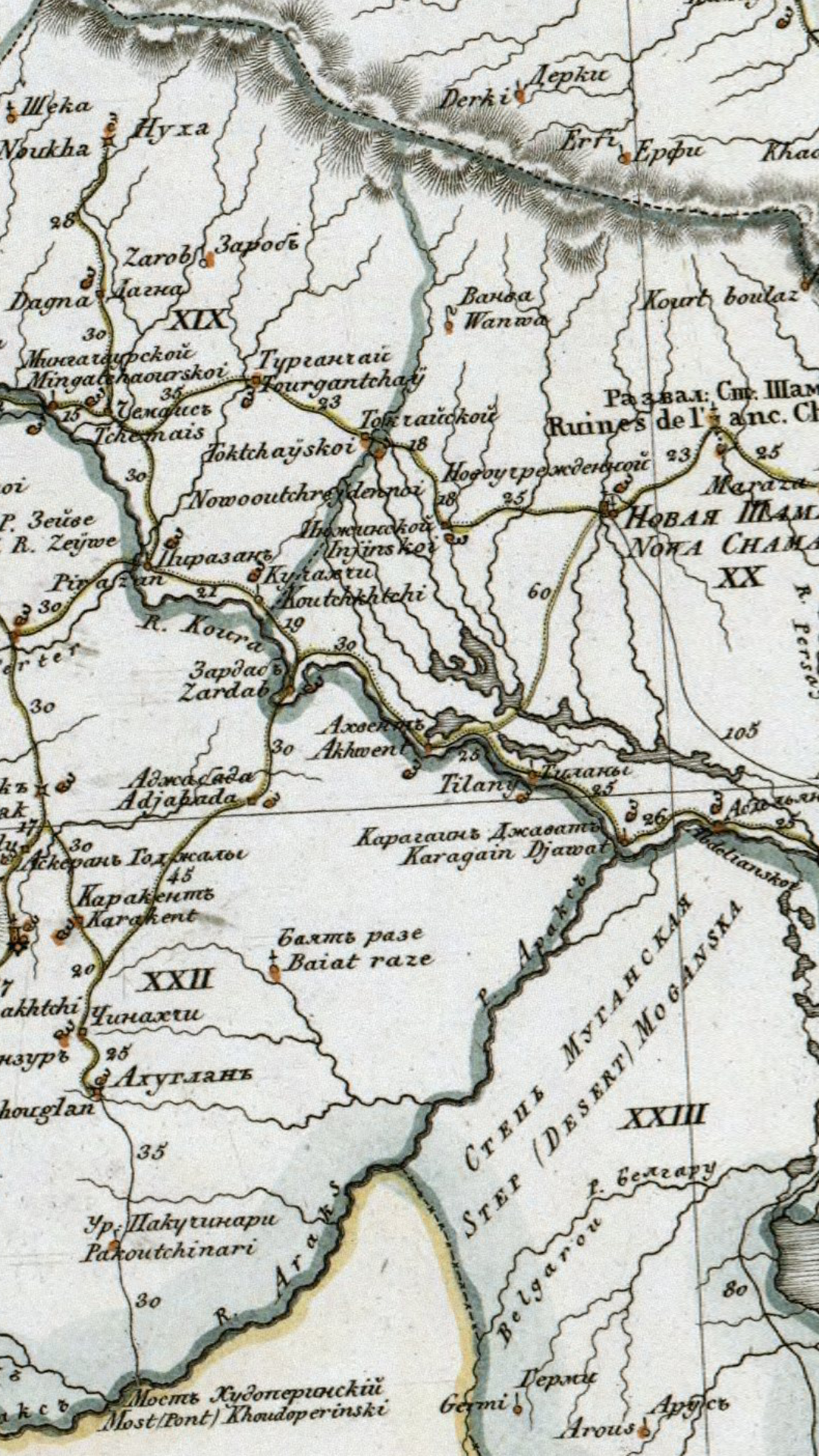
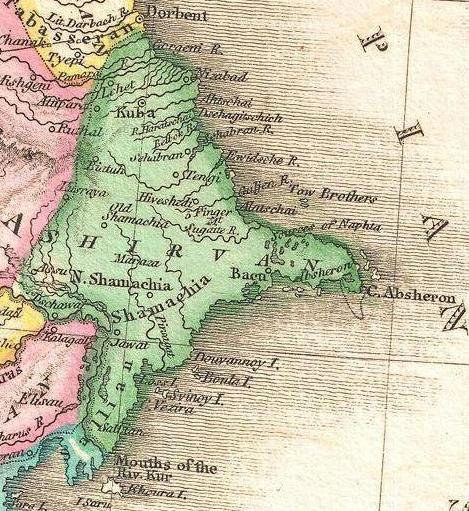